# Guglielmo da Pastrengo
Guglielmo da Pastrengo est un écrivain italien, né à Pastrengo (Véronèse) vers 1305 et mort vers 1366.

## Biographie
Il fut notaire et juge à Vérone, chargé par les seigneurs della Scalla d’une mission auprès du pape Benoît XII, à Avignon, où il se lia avec Pétrarque d’une amitié dont le temps resserra les nœuds; celui-ci chargea même Guglielmo, en 1352, de l’éducation de son fils naturel. 
Il a donné le premier essai d’un Dictionnaire historique, bibliographique et géographique. Cet ouvrage, conservé manuscrit à la bibliothèque de Saint-Jean-et-Saint-Paul, à Venise, malgré ses erreurs et ses omissions, est un monument d’érudition; la seconde partie a été publiée à Venise en 1547, par Michel-Ange Biondo, sous le titre De originibus rerum. Cette édition unique est très rare.